# Imprimante à sublimation
 (février 2019).
Si vous disposez d'ouvrages ou d'articles de référence ou si vous connaissez des sites web de qualité traitant du thème abordé ici, merci de compléter l'article en donnant les références utiles à sa vérifiabilité et en les liant à la section « Notes et références ».

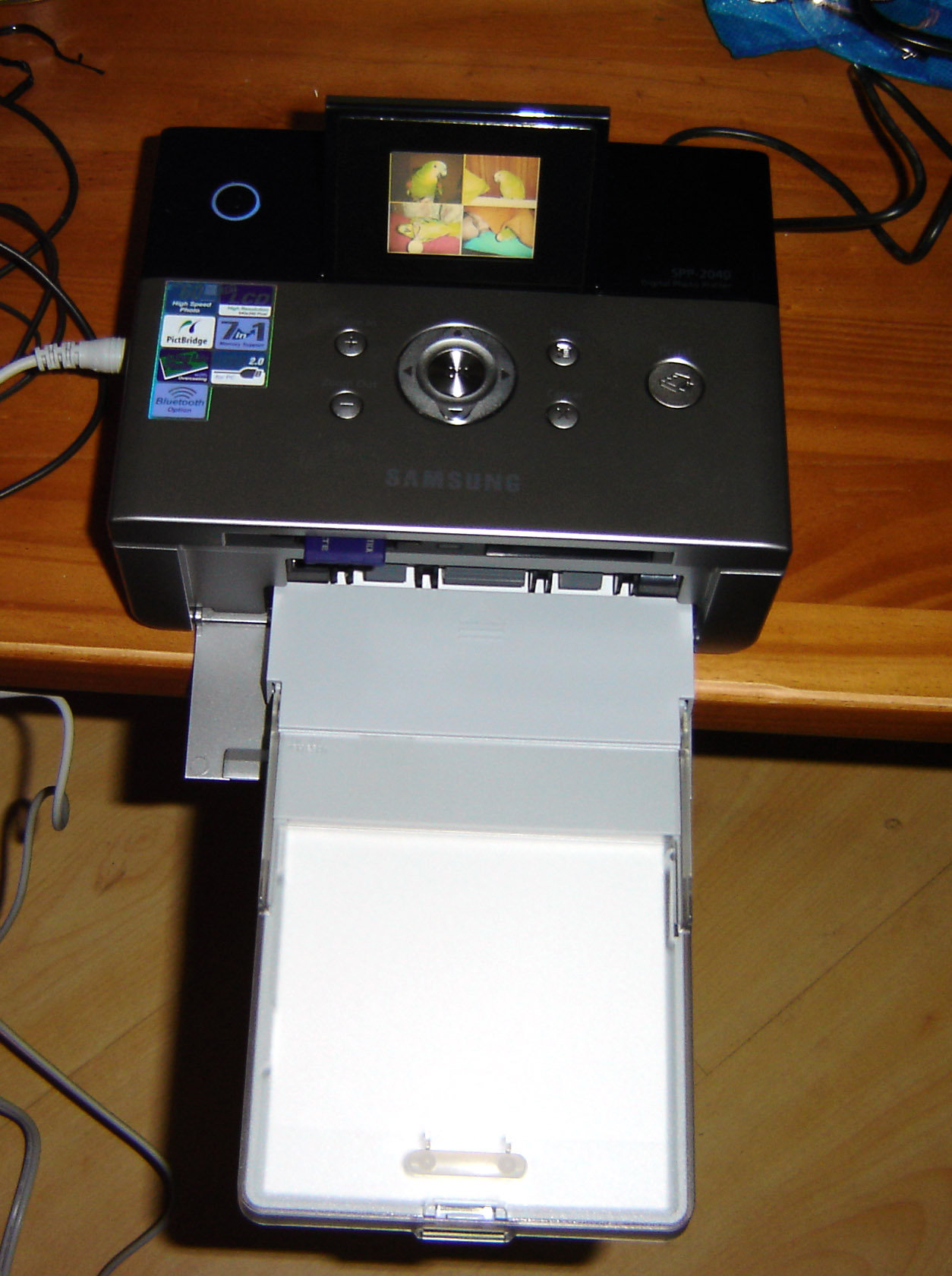
Imprimante à sublimation

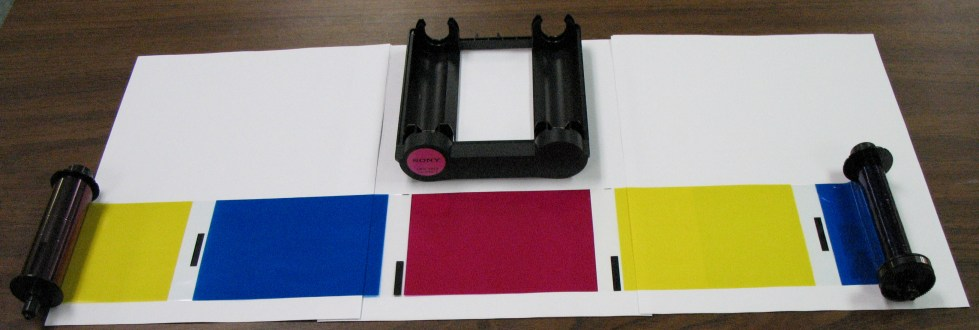
Cartouche démontée

Une imprimante à sublimation est un périphérique informatique permettant l'impression sur plusieurs formats par sublimation.

## Principe
La sublimation est le passage direct d'un corps de l'état solide à l'état gazeux sans passer par l'état liquide. Dans une imprimante à sublimation thermique, la cire pigmentée, qui remplace l'encre, est chauffée à près de 200 °C par des microrésistances réparties sur la tête d'impression, puis passe ainsi instantanément de l'état solide à l'état gazeux. Enfin, projetée sur la feuille, elle refroidit à son contact et redevient solide.
Ce procédé exploite les propriétés de transparence de la cire. Ainsi, pour imprimer un point d'une couleur donnée, l'imprimante superpose trois couches de cire de densités variables (jaune, magenta et cyan), qui ensemble composent la teinte recherchée, dans une palette de 16,7 millions de couleurs.
Avec la sublimation thermique, un point de couleur sur l'image numérique correspond à un point de couleur sur la photo imprimée. Contrairement aux impressions à jet d’encre ne dépassant pas 300 dpi, les imprimantes à sublimation thermique affichent des résolutions qui peuvent atteindre 9600 × 2400 ppp (points par pouce). En effet, la technologie jet d’encre ne fait que reproduire par effet optique un point de la couleur recherchée alors que, dans l’impression par sublimation, un point de couleur à imprimer égale un point de couleur imprimé. L'image numérique correspond alors à une nuée de points de couleur sur la photo imprimée. Cette tricherie optique, utilisée par les imprimantes à jet d'encre ou laser, est parfois visible à l'œil nu, sous forme de trame ou de points apparents ; un défaut absent des impressions par sublimation thermique.
Par ailleurs, les photos obtenues par sublimation ne souffrent d’aucune bavure, le passage direct de la cire de l'état solide à l'état gazeux puis, inversement, du gaz au solide, permettant d'éviter ce problème. Seul inconvénient de cette technologie : l'impossibilité d’obtenir un noir net, la couleur noire étant obtenue par superposition des trois couleurs en densité maximale. Ce type d'impression est donc inadapté aux impressions en noir et blanc.

## Fonctionnement
L'image est décomposée en couleurs primaires

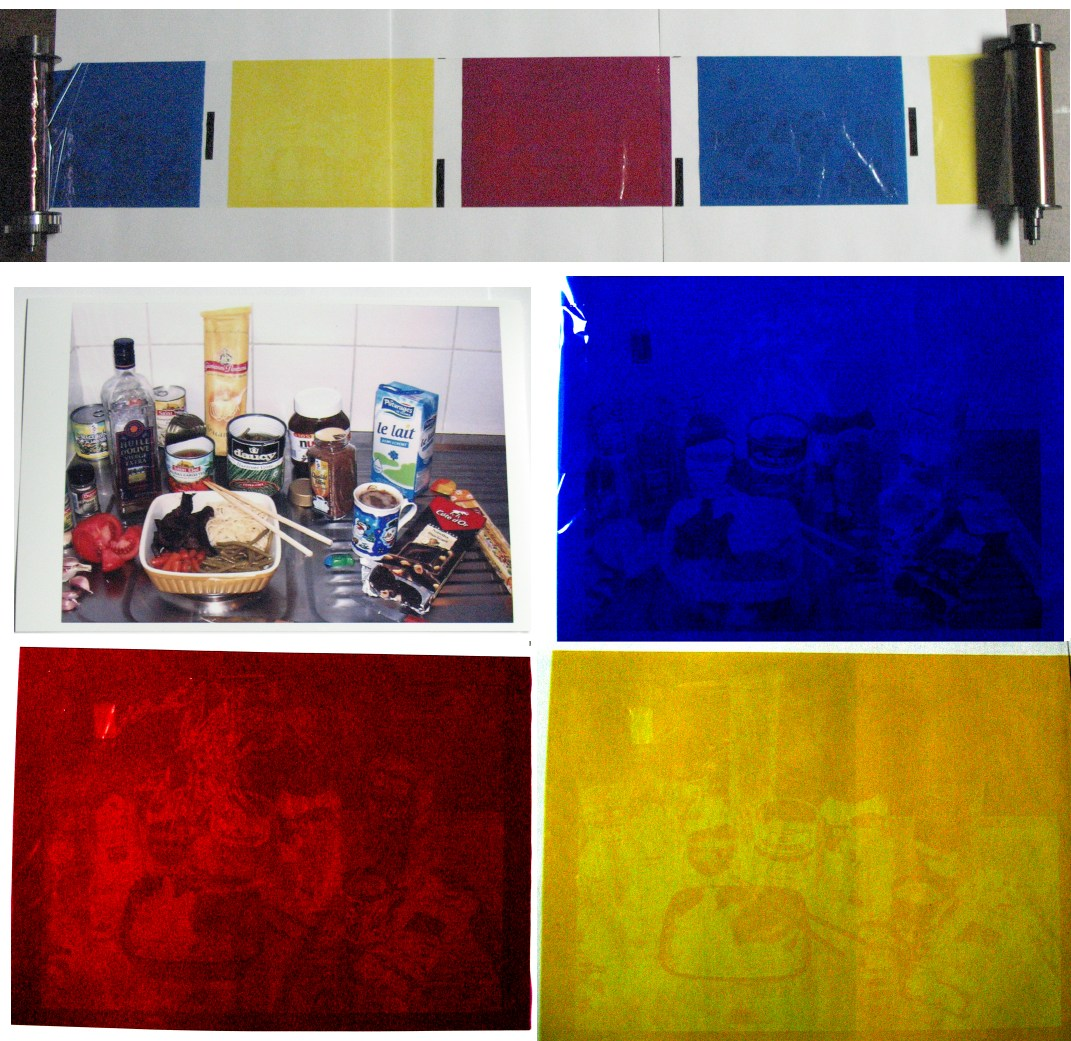
Exemple

Le cliché au format RVB stocké dans l'appareil photo est envoyé à l'imprimante (par la liaison USB ou sans fil). Un processeur spécialisé la convertit alors en mode CMJ (cyan, magenta, jaune, les trois couleurs utilisées pour l'impression) en la décomposant en trois images distinctes, une par couleur de base. Les informations correspondant à ces trois couches sont ensuite envoyées, les unes après les autres, à la tête d'impression.
Les couleurs se succèdent sur le ruban encreur
Le ruban encreur, très fin, comporte des séquences de quatre zones, chacune aux dimensions du papier photo utilisé : trois zones de couleur (jaune, magenta, cyan) et un vernis protecteur (pour préserver la photo des UV, de l'humidité et des traces de doigts). Une fois une couleur traitée, on passe à la suivante, pour finir par le vernis. Si, par exemple, le ruban est prévu pour quarante photos, il y aura quarante séquences jaune, magenta, cyan, vernis protecteur. Après usage, le rouleau n'est plus utilisable. Le nombre de tirages possible est ainsi déterminé à l'avance.
L'encre est sublimée
Les centaines de microrésistances réparties sur la tête d'impression reçoivent des signaux électriques d'intensité variable qui les font rapidement monter à très haute température (plus de 190 °C) afin de chauffer certains points du ruban encreur. Sous l'effet de cette chaleur intense, la cire colorée passe instantanément à l'état de gaz.
Le nuage de cire pigmentée se solidifie au contact du papier. Plus la température de la résistance est élevée, plus la quantité de cire vaporisée est importante. Avec 256 niveaux de température par couleur primaire, on atteint 16,7 millions (256 × 256 × 256) de teintes différentes, par superposition des couches jaune, magenta et cyan. Le noir est obtenu par saturation de ces trois couleurs.
Le papier passe quatre fois sous la tête
Le chargeur contient des feuilles de papier spécial d'un format déterminé (généralement 10 × 15 cm). Un rouleau les déplace afin que leur surface passe progressivement sous la tête d'impression. L'impression s'effectue en quatre passes : trois pour les couleurs, puis une pour le vernis protecteur. Le papier utilisé peut résister à des températures élevées sans noircir ou se tordre, et sa surface est traitée pour fixer les couleurs à l'état gazeux. Il faut environ une minute pour imprimer une photo.

La durabilité des impressions
Ces impressions sont de plus en plus utilisées dans le monde de la photo et notamment pour les petits appareils que sont les imprimantes photo portables. Le grand intérêt de cette technique sera ainsi d'obtenir des photos résistantes à l'humidité, aux traces de doigts et aux déchirures. Permettant ainsi aux photos, comme pour certaines imprimantes photo compactes utilisant ce procédé, de durer jusqu'à 100 ans lorsqu'elles sont conservées dans un album à des température et humidité normales.

## Le transfert par sublimation
Les images ou photos imprimées par sublimation sont faites pour être transférées sur des objets divers. Pour cela il faut faire réagir l'encre qui a servi à imprimer l'image avec un produit polymérisant pour sublimation dont les objets sont revêtus.

### Équipement nécessaire
- Imprimante à sublimation
- Papier pour sublimation
- Système d’encre à impression continue
- Presse à chaud
- Article sublimable

### Procédé
L’impression par sublimation
Pour cela, il faut une imprimante à sublimation, un système d’encre spécial pour sublimation et du papier idoine. On sélectionne alors une image et on l'imprimer comme pour une impression classique.
Le transfert par chaleur
Une fois l'image imprimée sur le papier, on la transfère sur l'objet choisi en mettant le papier en contact avec la surface et en le chauffant assez longtemps pour faire réagir l'encre avec la surface du produit. Pour cela, on utilise une presse à chaud.
L’article final
Enfin, une fois le temps de chauffe et de pression écoulé, on retire soigneusement l'article de la presse et on le laisse refroidir.
Le transfert par sublimation est le procédé le plus simple et le plus efficace pour l'application de photos et d'images de haute qualité sur une large variété d'objets. L'image pénètre littéralement dans la surface de l'article, au lieu d'être apposé dessus, ce qui permet d'obtenir un produit parfaitement homogène au toucher et une définition d'image supérieure.
Le principal inconvénient du transfert par sublimation est qu'il ne permet généralement pas d'imprimer sur des objets sombres, l'image devenant invisible, à moins de recourir à un papier conçu à cette fin. Cette difficulté concerne tous les types d’impressions (laser, jet d'encre…). D'autre part, le transfert par sublimation ne se fait de manière optimale que sur des articles recouverts de produit polymérisant ou sur des vêtements en polyester. Encore une fois, il existe des moyens de contourner ce problème, notamment des produits polymérisants en spray qui rendent n'importe quel article sublimable et des papiers spéciaux qui permettent le transfert par sublimation sur du coton.